# جاكوب والكوت
جاكوب والكوت (بالإنجليزية: Jacob Walcott)‏ (29 يونيو 1992 في المملكة المتحدة - ) هو لاعب كرة قدم بريطاني في مركز الهجوم. شارك مع منتخب إنجلترا تحت 16 سنة لكرة القدم ومنتخب إنجلترا تحت 17 سنة لكرة القدم. أما مع النوادي، فقد لعب مع نادي ريدنغ ونادي تلستار ‏ وStaines Town F.C. ‏ وBanbury United F.C. ‏ وأكسفورد سيتي وNorth Leigh F.C. ‏.

## وصلات خارجية
- جاكوب والكوت على موقع قاعدة بيانات كرة القدم.إي يو (الإنجليزية)
- جاكوب والكوت على موقع Soccerway.com (الإنجليزية)